# 칠광도
칠광도는 대한민국 전북특별자치도 정읍시 정읍시립박물관이 소장 중인 그림이다. 2020년 11월 27일 정읍시의 향토문화유산 제16호로 지정되었다.

## 개요
칠광도(七狂圖)는 1910년에 석지 채용신(蔡龍臣, 1850~1941)이 이모(移摹)한 작품으로, 조선시대 칠보 고현동(현 무성서원 일원)에서 활동했던 선비들의 모습과 풍경을 담고 있다. 작품은 비단 위에 채색되었으며 크기는 가로 83.4cm, 세로 127.7cm이다.
이 그림은 17세기 초에 광해군(光海君, 재위 1608~1623)이 선조(宣祖)의 비인 인목대비(仁穆大妃) 김씨를 서궁(西宮, 현재의 경운궁, 일명 덕수궁)에 유폐한 사실에 반발했던 태인의 일곱 선비들을 그린 것이다. 일곱 선비들은 부당함을 상소하였으나 받아들여지지 않았기에 현실에 통탄하며 거짓으로 미친 척하며 평생을 살았다. 때문에 이 7명의 선비들은 7광(七狂)으로 불리며, 칠광에는 김대립(金大立)·김응빈(金應贇, 1555~1632)·김감(金堪, 1590~?)·송치중(宋致中, 1592~?)·이상형(李尙馨)·이탁(李逴, 1581~?)이 있다.
<칠광도>는 <송정십현도>와 마찬가지로 정읍·태인 지역에서 전해지던 그림을 모방한 것으로, 중앙 상단의 성황단을 중심으로 오른편 송정에 모여있는 7인과 좌측 아래의 무성서원을 비롯한 당시 칠보 무성리, 시산리 일대의 경관을 상세하게 묘사하고 있다.